# Manassés Claudino Fonteles
Manasses Claudino Fonteles (Aquiraz, 7 de setembro de 1941) é um cientista brasileiro da área médica.
Graduou-se em medicina pela Universidade Federal do Ceará em 1967 e realizou o doutorado na Universidade da Geórgia e o pós-doutorado na Universidade de Rochester. A principal área de estudos de sua dedicação é a farmacologia cardiorenal, ou seja, coração e rins.
Foi reitor da Universidade Estadual do Ceará de 1996 a 2003 e presidente do Conselho de Reitores das Universidades Brasileiras de 2004 a 2006
Recebeu a comenda da Ordem Nacional do Mérito Científico, em agosto de 2002. Foi eleito membro da Academia Nacional de Medicina em 2009.